# Tautavelmens
De Tautavelmens is de archaïsche Homo sapiens die circa 450.000 jaar in de grotten van Arago in het Franse Tautavel leefden. In 1969 werden daar oude menselijke fossielen ontdekt. Oorspronkelijk als Homo erectus tautavelensis tot Homo erectus gerekend, worden ze tegenwoordig meestal bij Homo heidelbergensis ingedeeld.

## Geschiedenis van de opgravingen
Al in 1828 werden op de locatie objecten gevonden. Marcel de Serres, een geoloog van de universiteit van Montpellier, dacht dat deze van dierlijke oorsprong waren.
De proto-Moustérien werktuigen, die in 1963 door Jean Abelanet werden gevonden, vormden voor professor Henry de Lumley de aanleiding om in 1964 opgravingen te doen.

## Aangetroffen fossielen
In de grot van Arago zijn de skeletresten van twee individuen gevonden. Het opgravingsteam vond daar een bijna complete onderkaak met zes tanden van een 40-55 jaar oude vrouw (Arago II). In juli 1979 troffen de wetenschappers de skeletresten aan van een man, die niet ouder was dan twintig: Arago XXI en Arago XLVII, met name een sterk vervormd craniaal-fragment en een pariëtaal bot, dat perfect past bij het schedelfragment van Arago XXI.

## Anatomie

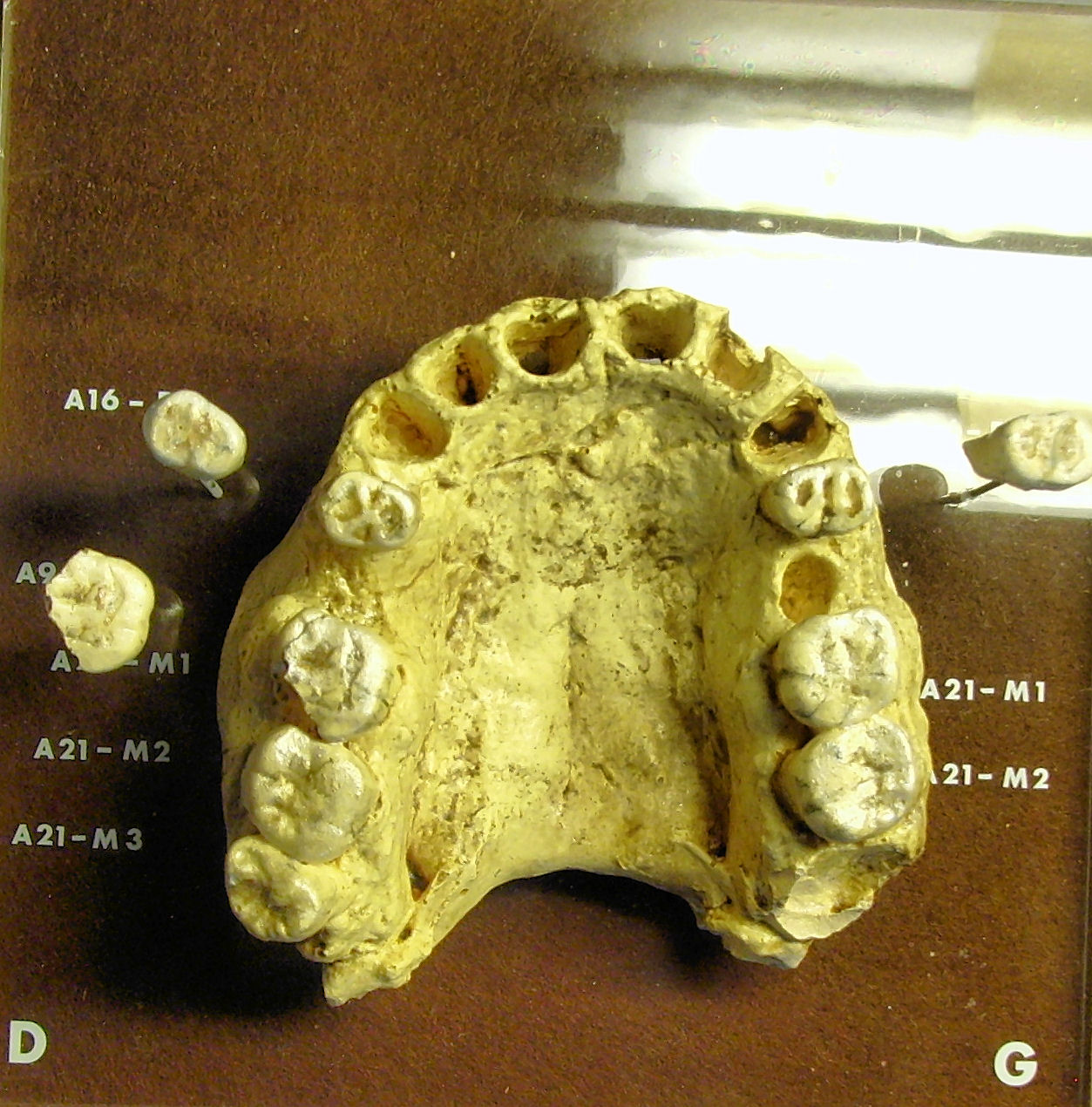
Het fossiel Arago I

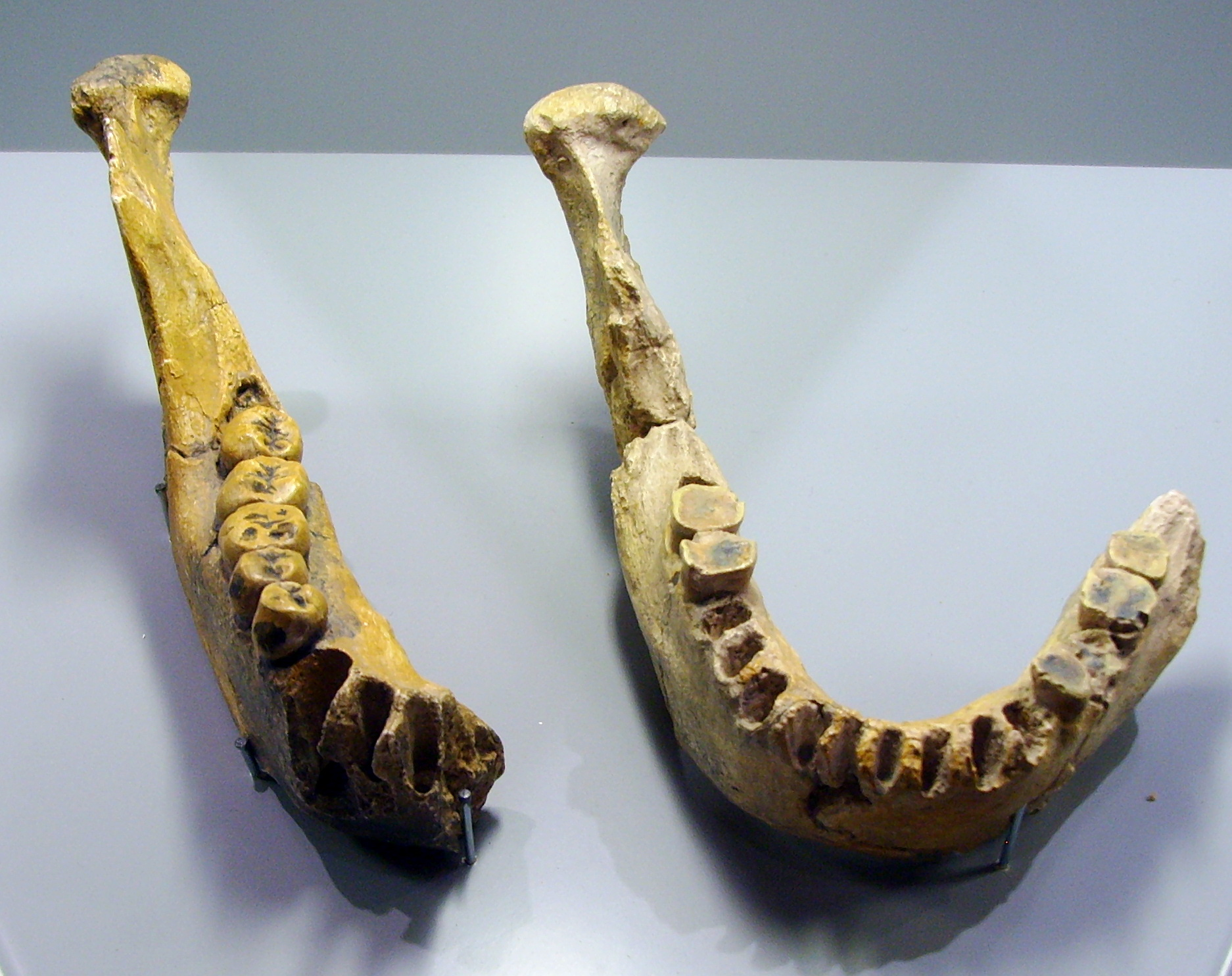
Onderkaak-fragmenten :
Arago XIII (links) en Arago II

De studie van onder andere zijn sleutelbeen bewijst, dat de Tautavelmens circa 1,60 tot 1,65 m groot en robuust gebouwd was. De mannelijke schedel vertoont kenmerken die voorkomen bij zowel Homo heidelbergensis als de latere neanderthaler. Hij heeft namelijk een plat en terugwijkend voorhoofd met goed ontwikkelde wenkbrauwbogen (Torus supraorbitalis) en een groot gezicht met rechthoekige oogkassen.
De schedelinhoud is gemiddeld minder dan 1.100 cm³.
| Gemiddelde hersencapaciteit van hominiden (in cc.) | Gemiddelde hersencapaciteit van hominiden (in cc.) |
| Hominide                                           | cc.                                                |
| -------------------------------------------------- | -------------------------------------------------- |
| Australopithecus                                   | 440                                                |
| Paranthropus                                       | 519                                                |
| Homo habilis                                       | 640                                                |
| Homo erectus javanicus (Javamens)                  | 930                                                |
| Homo erectus pekinensis (Pekingmens)               | 1.029                                              |
| Homo erectus tautavelensis                         | < 1.100                                            |
| Homo erectus soloensis (Solo-mens)                 | 1.150-1.300                                        |
| Homo neanderthalensis (Neanderthaler)              | 1.245 tot 1.740                                    |
| Homo sapiens (mens)                                | 1.350                                              |

## Werktuigen
De eenvoudige stenen werktuigen, voornamelijk bestaande uit choppers en schrabbers, stammen uit een gebied dat binnen een straal van 5 kilometer ligt. Zij behoren tot een vroege vorm van het Mousterien: de Tayaciencultuur.
De dierlijke botten suggereren dat het jachtterrein van deze mensensoort een gebied omvatte met een radius van circa 33 kilometer.

## Het leefgebied rond 450.000 jaar geleden
450.000 jaar geleden was het klimaat in het huidige Zuid-Frankrijk droog en koud, wat ook blijkt uit de fossiele stoflagen voorkomende in de grot van Arago.
Uit onderzoek van stuifmeel dat in de grot van Arago is gevonden blijkt dat de flora van rond 450.000 BP overeenkomt met die van het heden. Er zijn resten gevonden van olijven, groene eiken, pijnbomen en wilde wijnranken.
De vallei van Tautavel behoorde tot een steppengebied, waarover - volgens de fossielen in de grot - bizons, paarden, rendieren, moeflons en neushoorns trokken. Uit fossiele vondsten blijkt dat onder meer ook tahrgeiten (Tahr bonali), holenberen (Ursus deningeri), wolven (Canis etruscus), wilde honden (Cuon Priscus) en holenleeuwen (Panthera spelaea) het gebied bevolkt moeten hebben.
De grot werd afwisselend door mensen en wilde beesten bewoond.
Uit het opgegraven menselijk afval blijkt dat de mensen voornamelijk jaagden op planteneters. Op welke wijze ze jaagden kon niet achterhaald worden. Omdat in de grot geen brandsporen aangetroffen zijn, moet worden aangenomen, dat H. erectus tautavelensis geen vuur kon maken.

## Galerij
Musée de Préhistoire von Tautavel: Steenwerktuigen uit de grot van Arago

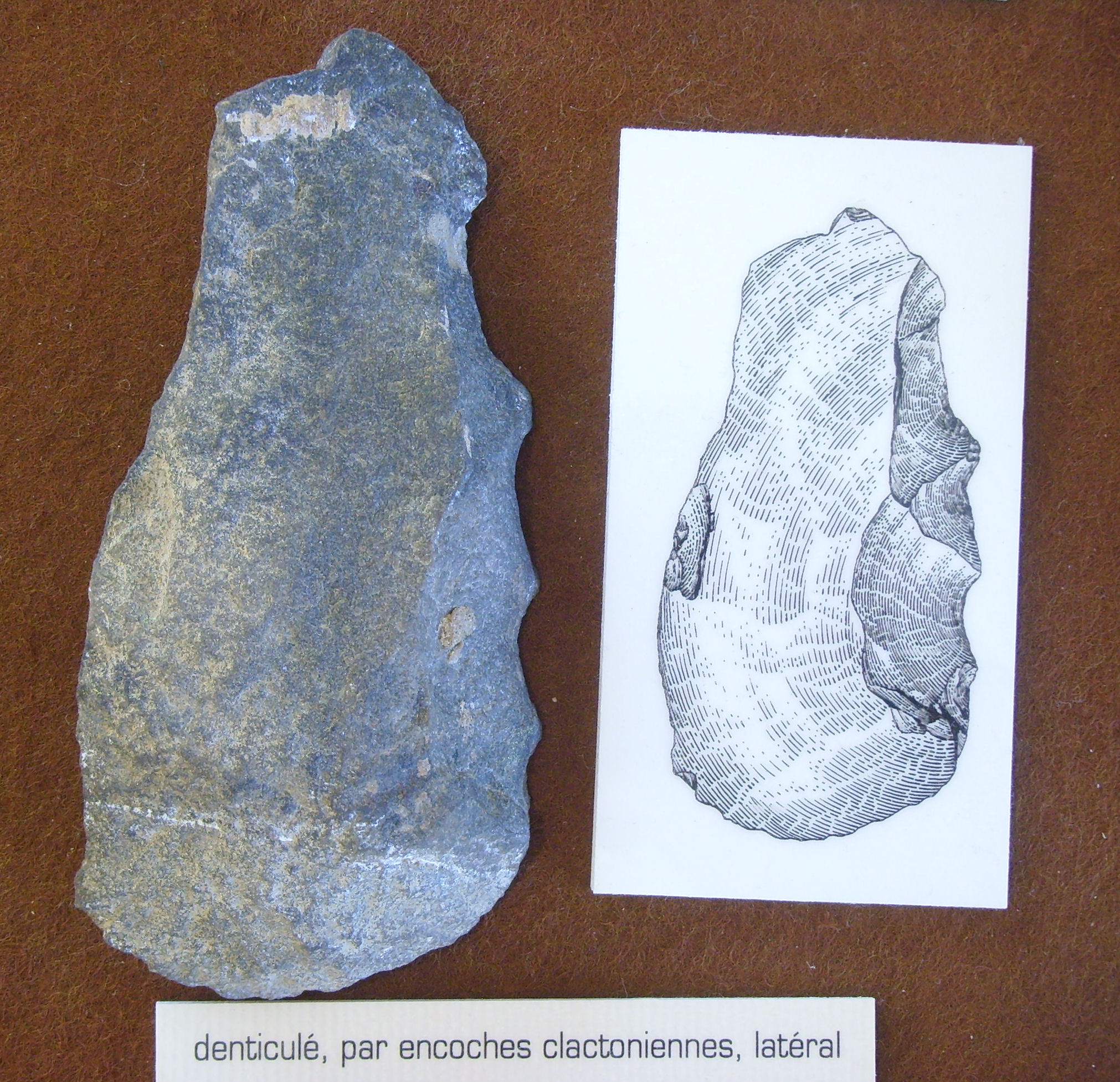
Lengte ca. 12 cm
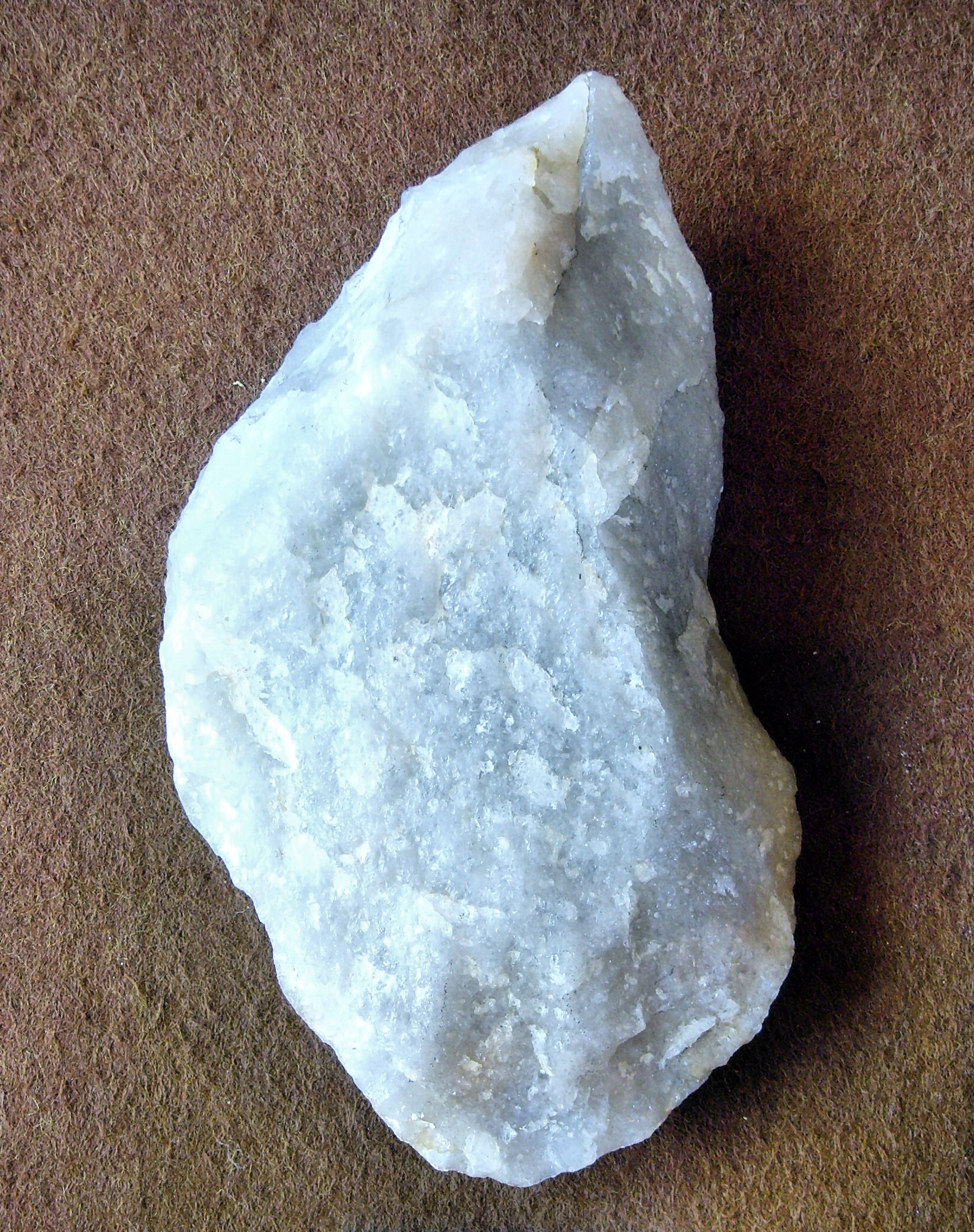
Lengte ca. 12 cm
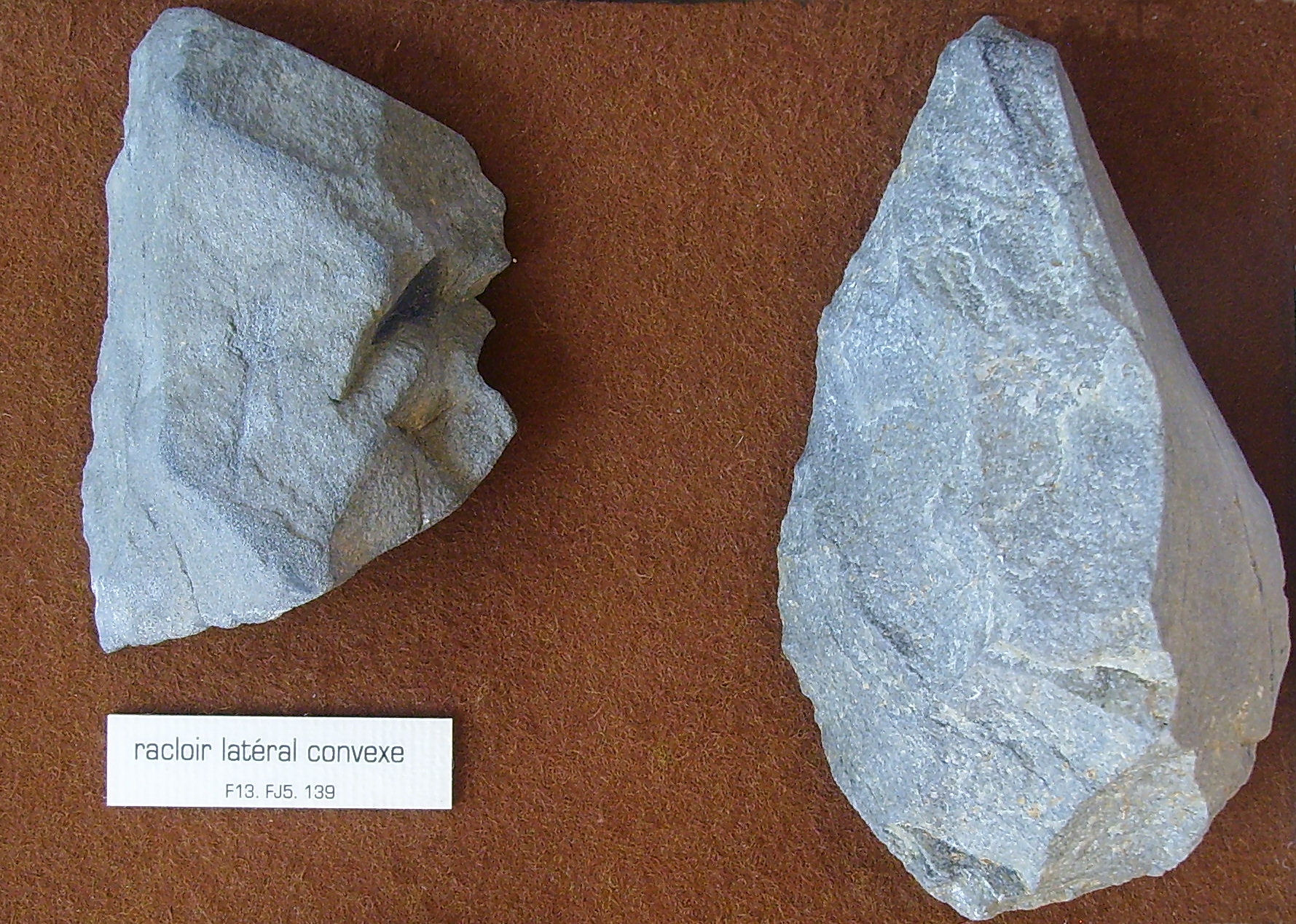
Lengte ca. 6/10 cm
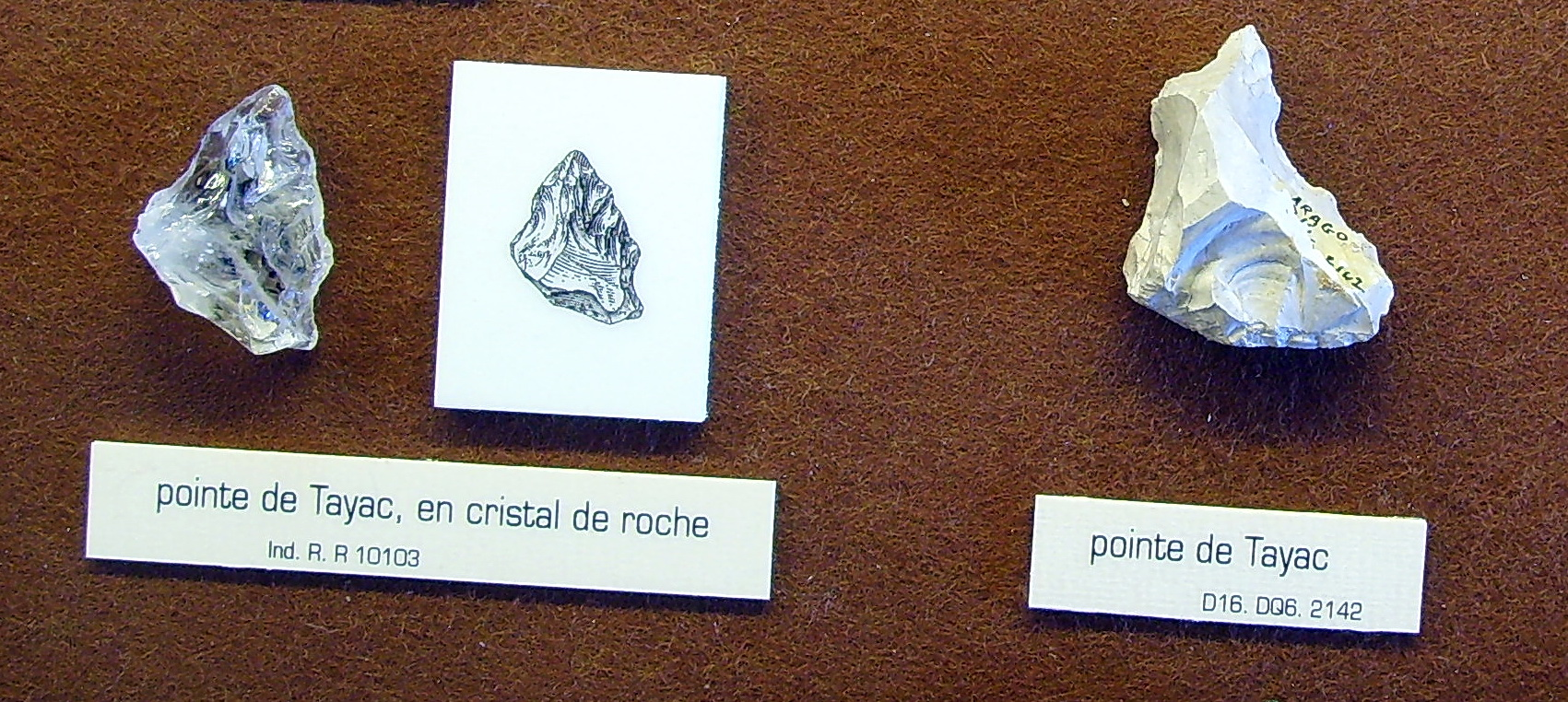
Lengte ca. 3–4 cm (links uit Bergkristal)